# Весёлое (Липецкая область)
Весёлое — деревня в Задонском районе Липецкой области России. Входит в состав Рогожинского сельсовета.

## История
Веселое было основано в конце XVIII века. Согласно данным ревизских сказок Задонского уезда, в 1835 году, в деревне проживал 151 крепостной крестьянин. Название деревни связано с бытовавшей в то время у землевладельцев-помещиков моде присваивать деревням игривые и вычурные имена.

## Географическое положение
Деревня расположена на Среднерусской возвышенности, в южной части Липецкой области, в восточной части Задонского района, к востоку от реки Дон. Расстояние до районного центра (города Задонска) — 9 км. Абсолютная высота — 202 метра над уровнем моря. Ближайшие населённые пункты — село Ржавец, деревня Сергиевка, деревня Проходня, село Черниговка, деревня Знобиловка, деревня Южевка, деревня Шубинка, село Репец, село Камышевка, деревня Страховка, село Архангельские Борки. К востоку от деревни проходит автотрасса А133 (Хлевное — Липецк).

## Население
| 1859 | 2010 |
| ---- | ---- |
| 336  | ↘10  |

По данным Всероссийской переписи, в 2010 году численность населения деревни составляла 10 человек (6 мужчин и 4 женщины).

## Улицы
Уличная сеть деревни состоит из одной улицы (ул. Центральная).